# ソン・ホヨン
ソン・ホヨン（朝: 손호영、漢: 孫昊永、1980年3月26日 - ）は、アメリカ合衆国ニュージャージー州出身の韓国系アメリカ人で韓国にて活動する男性歌手。
韓国の男性グループgod (音楽グループ)のメンバー(ボーカル、ラップ担当)。
MMOエンターテインメント所属。
身長177cm、血液型B型。慶煕大ポストモダン音楽学科卒業。

## 略歴
1999年に男性5人組グループgodのメンバーとしてデビュー。
2006年以降はソロ歌手、タレントとしても活動。

## ディスコグラフィ

### ソロ活動
- 1集- 'Yes!!!'  (2006年9月13日)
- シングルアルバム- 'Sweet Love'(2007年7月27日)
- デジタルシングル - 'Christmas Present'(2007年12月12日)
- 2集- 'Returns'(2008年10月9日)
- ミニアルバム - 'U-Turn'(2011年11月10日)

### 参加アルバム
- Mind Bridge / <愛だけさ>
- ソン·ホヨン＆イェイン（シングル）/ <シャッフル>
- MBC創作ドンヨジェ25周年記念アルバム/ <パパがんばってください>
- サイオンラプソディ·イン·ミュージックフォン/ <同じ人>
- 用意周到ミス·シン OST / <Secret>
- EXRデジタルシングル/ <Progressive Love>
- I Love Asia Project / <Smile Again>
- キム·ジヌ - <Raining>
- SBSドラマ「笑って、ママ」OST Part 5 / <棘>
- 誕生日を寄付します（ユニセフ）/ <誕生日を寄付します>
- tvNオペラスター2012 Round 1 / <Chanson Du Toreador>
- tvNオペラスター2012 Round 2 / <Un Amore Cosi Grande>
- tvNオペラスター2012 Round 3 / <Largo Al Factotum>
- tvNオペラスター2012 Round 4 / <Очичёрные（Dark Eyes）>
- tvNオペラスター2012 Round Semi Final / <Core`ngrato>
- tvNオペラスター2012 Round Final / <Largo Al Factotum>
- tvNドラマ「アイラブ イ・テリ」OST Part 4 / <以上です>
- KBS2不朽の名曲2 - 伝説を歌う全国のど自慢特集編/ <夜なら夜ごと>
- KBS2ドラマ「世界のどこにもない善良な男 'OST CD Part 2 / <君だけを求めていた>
- KBS2不朽の名曲2 - 伝説を歌うペホ1便/ <霧奨忠団公園>
- KBS2不朽の名曲2 - 伝説を歌うキムボムリョン便/ <ヒョナ>
- KBS2不朽の名曲2 - 伝説を歌う冬の特集編/ <（DJ DOC）冬の物語>
- KBS2不朽の名曲2 - 伝説を歌う演歌ビッグ4特集2編/ <思母曲>
- KBS2不朽の名曲2 - 伝説を歌うダンシングクイーンオム·ジョンファ特集2編/ <隠し絵探し>
- KBS2不朽の名曲2 - 伝説を歌うピョン·ジンソプ便/ <鳥のように>
- OliveTV - シェアハウスの共同アルバム/ <私たちと一緒に暮らす>

### フィーチャリング
- As One（シングル）/ <戻って私のそばに>
- キルゴン 2.5集/ <バカ>
- 用意周到ミス·シン OSTトレスパス/ <現代恋愛白書>
- Tim4集/ <楽しい人生>
- Winter＆Color イ·ヒョヌク / <洗って準備しますよ>
- スホ 'Lovely' / <Baby I Love U>
- キム·テウ　デジタルシングル「記憶と思い出」/「記憶と思い出」
- ヘリョンミニアルバム/ <私はなぜ別れ>
- キム·ジヌ/ <Raining>
- 恋愛ではなく結婚OST/<1日だけ>(with デニー・アン)

## コンサート
- 2006年 9月12日 ソロデビューショーケース
- 2006年 9月30日〜10月1日、初の単独コンサート<<ソン·ホヨンのFirst Love Letter！To.You >>
- 2006年 12月23日～31日 冬の物語コンサート(大邱、釜山、ソウル)
- 2007年 8月18日〜8月19日 夏のコンサート<< Under the Sea >>
- 2007年 9月1日、日本ファーストコンサート「Passion」 -東京
- 2007年 9月16日 夏のコンサート<< Under the Sea >>アンコール
- 2007年 12月21日〜12月22日 Hoi's X-mas Concert
- 2008年 10月25日〜12月25日 全国ツアーコンサート<< Returns >> (ソウル、大田、浦項、水原)
- 2009年 1月16日～18日 日本ツアーコンサート<< Returns >> (東京、名古屋、大阪)
- 2009年 3月21日 誕生日パーティー＆ミニコンサート-ソウル
- 2009年 3月22日 誕生日パーティー＆ミニコンサート-大阪
- 2009年 7月7日〜7月12日 Star On Stage -ソン·ホヨン（8回公演）
- 2010年 2月12日 The First、Love in chicago Concert-シカゴ
- 2010年 2月19日〜2月20日 The First、Night in Seattle Concert-シアトル
- 2010年 2月26日〜2月27日 The First、korea in Vancouver Concert-バンクーバー
- 2010年 7月8日〜7月25日 Hoyoung 2 Ocean <H2O> Concert (12回公演）
- 2011年 6月29日〜7月3日 Hoyoung 2 Ocean <H2O Season2> Concert （5回公演）
- 2011年 11月5日 ソン·ホヨン1st Mini Albumショーケース
- 2011年 12月23日〜12月24日 Midnight Christmas Show 2011（サブタイトル：Coming SON）
- 2012年 7月22日　ソン·ホヨンwith Band Live in Tokyo 2012'-東京（2回公演）

## 出演作

### 映画
- 2007年「用意周到ミス·シン」 -ソン・ヒョンジュン役
- 2009年「ガールフレンズ」 -ソン・ホヨン役（カメオ出演）
- 2010年「ヒーロー」 -ガフ役

### ドラマ
- 2001年 MBC「ニューノンストップ」
- 2006年 MBC「ベスト劇場」
- 2008年 MBC every1「幻想奇談-ポスターラバー」
- 2008年 tvN「ミステリー刑事」
- 2008年 OCN「愛はおいしい（ドラマ）」
- 2008年 トレンディ 「 ピアニシモ（Black City）」 （放送日は2011年10月31日）
- 2009年 SBS E！ 「超生意気」
- 2010年 KBS「富豪の誕生」
- 2012年 SBS「サンショウウオ導師と影の操作団」
- 2013年 KBS2 シチュエーションコメディ「一抹の純情」

### バラエティ
- 2000年 MBC「GODの育児日記」
- 2001年 MBC「特集GODの育児日記」
- 2008年 SBS「日曜日が良い -チェンジ」MC
- 2008年 MBC every1「食神遠征隊」MC
- 2008年 KBS「美女たちのおしゃべり」固定ゲスト
- 2009年 SBSE！ 「草食男干物女飼いならす方法」MC
- 2010年 M.net「M Rookies」MC
- 2011年 ストーリーオン「スーパーキッズ」MC
- 2011年 M.net「Secret T」MC
- 2011年 OliveTV 「フードエッセイ」MC
- 2011年 SBS E！TV「 K-STAR news」MC
- 2011年 チャンネル円 「ビルボードK-POPチャートショー」MC
- 2012年 チャネル A 「奇抜な世界を旅する今すぐ」MC
- 2012年 tvN「オペラスター2012」出演
- 2012年 KBS2「私の生涯最後のオーディション」審査委員
- 2012年 KBS2「不朽の名曲2」に出演
- 2013年 OliveTV 「マスターシェフコリアセレブリティ」出演
- 2013年 OliveTV 「ソン·ホヨンのアジアン·クック」MC
- 2014年 OliveTV 「シェアハウス」出演
- 2015年 tvN「Let's美人 シーズン5」MC
- 2015年 BeautyStation「美人食堂」MC

### ミュージカル
- 2008年「シングルス」
- 2009年「ALL SHOOK UP」
- 2010年「ALL SHOOK UP」
- 2011年「FAME」
- 2014-2015年3月「ALL SHOOK UP」
- 2015年「ゴレゴレ」
- 2016年「ペスト」

## 受賞

### 歌謡プログラム
| 年度   | 受賞歴 |
| ------ | --- |
| 2007年 | - 愛は別れを連れてくる(사랑은 이별을 데리고 오다) - 1月4日 M.net《M Countdown》 1位 - 1月14日 SBS《人気歌謡》ミュティズンソング |